# No Good Advice
No Good Advice – drugi singel Girls Aloud z ich debiutanckiego albumu Sound Of The Underground. Dotarł do miejsca #2 w Wielkiej Brytanii oraz Irlandii. Sprzedał się w ilości 118 tysięcy egzemplarzy.

## Lista utworów
| #             | Tytuł                                          | Długość |
| ------------- | ---------------------------------------------- | ------- |
| UK CD single  |                                                |         |
| 1.            | "No Good Advice"                               | 3:48    |
| 2.            | "On A Round"                                   | 2:45    |
| 3.            | "No Good Advice" [Dreadzone Vocal Mix]         | 6:53    |
| 4.            | "No Good Advice" [video]                       | 3:46    |
| UK DVD single |                                                |         |
| 1.            | "Sound Of The Underground" [video]             | 3:46    |
| 2.            | "No Good Advice" [tylko audio]                 | 3:43    |
| 3.            | Photo Gallery                                  |         |
| 4.            | Behind The Scenes Footage From The Video Shoot |         |

## Pozycja na listach
| Lista (2003)                  | Najwyższa pozycja |
| ----------------------------- | ----------------- |
| UK Singles Chart              | 2                 |
| Irish Singles Chart           | 2                 |
| Greece Singles Chart          | 4                 |
| Netherlands Top 40            | 23                |
| Poland Singles Chart          | 43                |
| Belgium Singles Chart         | 45                |
| Australian ARIA Singles Chart | 88                |